# Heledd
Heledd ferch Cyndrwyn ist der Name einer weiblichen Gestalt aus der keltischen Mythologie und Geschichte von Wales. Ihr Leben wird in der Gedichtesammlung Canu Heledd beschrieben.

## Canu Heledd
Heledd war eine Schwester des walisischen Königs Cynddylan ap Cyndrwyn von Powys, der 642 (oder 644 nach den Annales Cambriae) in der Schlacht von Maserfield (walisisch Maes Cogwy) fiel. Der Schlachtort wird heute meist mit Oswestry (walisisch Croesoswallt) in Shropshire lokalisiert. Das weitere Schicksal Heledds ist Gegenstand eines Gedichtzyklus, wahrscheinlich aus dem 9./10. Jahrhundert. Im Llyfr Coch Hergest („Rotes Buch von Hergest“) und in einigen anderen Manuskripten ist er unter dem Namen Canu Heledd („Heledds Gesang“) überliefert, wobei das Gedicht Stafell cynddylan is tywyll beno („Die Halle Cynddylans ist heute Nacht finster“) den Mittelpunkt bildet.
In diesem Gedicht wird die Trostlosigkeit der Königsburg von Pengwern nach Cynddylans Tod beschrieben. Die Feinde haben sie zerstört und das Umland verwüstet, statt Kaminfeuer und Kerzenschein herrscht Finsternis, statt froher Lieder Schweigen. In weiteren Gesängen beklagt Heledd den Tod der Brüder, das verwüstete Land und ihre Hilflosigkeit. Dreimal im Zyklus nennt sie sich selbst die Schuldige am Untergang des Königshauses, wobei diese Schuld nicht thematisiert wird. Daraus schließen manche Literaturhistoriker, dass Canu Heledd lediglich der poetische Teil einer Prosaerzählung sei, die entweder verschollen ist, oder den damaligen Zuhörern ohnehin bekannt war.
In den Trioedd Ynys Prydein („Die Triaden der Insel Wales“) wird Heledd als eine der „drei Wanderer der Insel Britannien“ genannt.